# NGC 3228
NGC 3228 (другие обозначения — OCL 800, ESO 214-SC1) — рассеянное скопление в созвездии Паруса.
Этот объект входит в число перечисленных в оригинальной редакции «Нового общего каталога».
Находится на расстоянии примерно 500 парсек в рукаве Киля-Лебедя. В 1963 году были измерены цвета и показатели света для 26 звёзд скопления. Из этих звёзд семь определённо являются членами NGC 3228, а другие расположены близко к главной последовательности.